# Théorème de Linnik
Pour les articles homonymes, voir Linnik.
Le théorème de Linnik en théorie analytique des nombres répond à une question naturelle d'après le théorème de la progression arithmétique de Dirichlet. Il affirme qu'il existe deux nombres positifs c et L tels que pour n'importe quels entiers premiers entre eux a et d avec 1 ≤ a ≤ d, si l'on note p(a,d) le plus petit nombre premier dans la progression arithmétique
alors :
Ce théorème a été démontré par Yuri Linnik en 1944.
Il a été montré en 1992 que la constante de Linnik L est inférieure ou égale à 5,5; en 2019 la valeur de L n'est pas connue mais est majorée par 5,18. De plus si l'hypothèse de Riemann généralisée est vraie alors L = 2 convient pour presque tous les entiers d,. Il est aussi conjecturé que :

## Applications
- Une conjecture plus forte que le théorème de Linnik a été utilisée pour construire un algorithme de multiplication d'entiers ayant une complexité en temps de {\displaystyle {\mathcal {O}}(n\log n)}, ses concepteurs ont cependant également trouvé un autre algorithme ne reposant sur aucune conjecture pour établir leur résultat[2].